# Toarpskrona
Toarpskronan är en ljuskrona i allmogestil. Den skapades och tillverkades under 1800-talets andra hälft av smeden Per Persson (1825-1909) i byn Ammarp, Toarps socken i Västergötland. Kronorna såldes inte av Persson, utan gavs bort som presenter  till familj och grannar. Kronorna smyckades - ofta med kräpp-papper och äpplen - och användes vid större högtider. 
Man vet inte exakt hur många ljuskronor som tillverkades av Persson, men sex konstaterade originalkronor finns bevarade, varav en på Borås Museum. Nytillverkade Toarpskronor har periodvis varit mycket populära och fått stor spridning.